# Петерсон, Николай Леонидович
Никола́й Леони́дович Петерсон (1866—1920) — помощник по гражданской части Наместника на Кавказе в 1913—1915 годах, сенатор, гофмейстер.

## Биография
Родился 28 апреля (10 мая) 1866 года. Крупный землевладелец Костромской губернии (собственные 290 десятин и 22000 десятин в совладении).
Учился на юридическом факультете Санкт-Петербургского университета, диплом же 2-й степени получил от Казанского университета. С 1889 года состоял при Костромском губернском присутствии, готовясь к должности земского начальника.
В 1892 году поступил на службу в канцелярию Комитета министров, причем с 1894 года был начальником Сибирского отделения канцелярии, ведавшего делами Комитета Сибирской железной дороги и состоявшего под личным председательством императора. В 1903 году был назначен помощником статс-секретаря Государственного совета, а в 1905 году приглашён назначенным тогда наместником на Кавказе графом И. И. Воронцовым-Дашковым на должность директора канцелярии наместника. 
Был пожалован в гофмейстеры 6 декабря 1913 года и в том же месяце назначен помощником наместника по гражданской части. Кроме того, состоял: почётным мировым судьей по Ветлужскому уезду Костромской губернии, председателем Кавказского отделения Русского географического общества и председателем Кавказского статистического комитета.
22 марта 1915 года назначен сенатором и определен к присутствию во втором департаменте Правительствующего Сената.
Во время Гражданской войны участвовал в Белом движении: в 1918—1919 годах — управляющий делами Главноначальствующего Терско-Астраханского края, член комиссии Особого совещания по разработке основ управления Терской области. Участвовал в работе Особого совещания при Главнокомандующем ВСЮР. В марте 1920 года был эвакуировался из Новороссийска на остров Лемнос, где и умер 17 октября того же года.
Был женат на Анастасии Павловне Сергеевой, урождённой Жедринской (1870—1944). Анастасия Павловна скончалась в 1944 году в Белграде и была похоронена на Новом кладбище.

## Награды
- Орден Святого Владимира 4-й ст. (1899);
- Высочайшее благоволение (1905);
- Орден Святого Владимира 3-й ст. (1909);
- Орден Святого Станислава 1-й ст. (1911);
- Орден Святой Анны 1-й ст. (1913)
- Орден Святого Владимира 2-й ст.
- медаль «В память царствования императора Александра III»
- медаль «В память коронации императора Николая II»
- медаль «За труды по первой всеобщей переписи населения»
- медаль «В память 300-летия царствования дома Романовых»

Иностранные:
- персидский Орден Льва и Солнца 2-й ст. (1906).